# Боа Бернар
Боа Бернар (фр. Bois-Bernard) насеље је и општина у североисточној Француској у региону Север-Па д Кале, у департману Па де Кале која припада префектури Арас.
По подацима из 2011. године у општини је живело 830 становника, а густина насељености је износила 209,07 становника/km². Општина се простире на површини од 3,97 km². Налази се на средњој надморској висини од 65 метара (максималној 70 m, а минималној 41 m).

## Демографија
| 1962. | 1968. | 1975. | 1982. | 1990. | 1999. | 2011. |
| ----- | ----- | ----- | ----- | ----- | ----- | ----- |
| 559   | 609   | 614   | 672   | 816   | 840   | 830   |

График промене броја становника у току последњих година